# Димитър Дишлиев
Димитър Николов Дишлиев (19 септември 1841 – 11 май 1878) Дишлията, с други прозвища Димитър Пехливан и Касап Димитър е български хайдутин.
Дишлията по професия бил касапин от град Сливен. От деца се знаят с Хаджи Димитър, а с хайдушката чета на Панайот Хитов правят поход през 1867 г., след който е емигрант във Влашко. Дишлията през 1876 г. се качва на „Радецки“ и участва във всички бойни действия на четата на Христо Ботев. Димитър Дишлиев доживява да Освобождението.
Димитър, чийто дом де намира до къщата и ханът на Хаджи Никола израства като близък другар на сина му Димитър. Заедно двамата изучават хайдушкият занаят и през 1859 г. „оправят“ сливенския хекимин Костаки. През 1867 г. Дишлията се строява под бойния байрак на Панайот Хитов.
През пролетта на 1876 г. Дишлията влиза в контакт във Влашко и става четник в Четата на Христо Ботев. Участва в битките на четата, включително и в тази на Милин камък. След сраженията заедно с ловчанлията Тодор Илиев изостават от четата и в тъмното се насочват към Румъния. Заловени от турска потеря край Оряхово. Откарани в затвора във Видин двамата са подложени на гаври и изтезания. Осъдени от властите са изпратени на заточение за срок от петнадесет години в крепостта Сен Жан д'Акр. Затворник е до 19 март 1878 г., когато е освободен.